# Synagoga w Murowanej Goślinie
Synagoga w Murowanej Goślinie – nieistniejąca synagoga, która znajdowała się w Murowanej Goślinie, przy ulicy Żydowskiej, obecnie Szkolnej.
Synagoga została zbudowana na początku XIX wieku. Swą konstrukcją przypominała miejscowy kościół farny św. Jakuba. 6 maja 1847 roku budynek spłonął podczas pożaru, jaki nawiedził północną część miasta. Wkrótce została odbudowana i gruntownie wyremontowana. Podczas II wojny światowej hitlerowcy zdewastowali i następnie nakazali rozebrać synagogę. Po zakończeniu wojny nie została odbudowana.